# Tomba Tebana TT315
La Tomba Tebana TT 315 es troba a Deir el-Bahari, a la Vall dels Nobles, a la riba occidental del Nil, enfront de Luxor, a Egipte.
És el lloc d'enterrament d'Ipi ('Ipí), governador de la ciutat, djati (ṯȝty) i jutge durant el regnat de Mentuhotep II (de la XI dinastia).
L'egiptòleg James Peter Allen qüestiona la datació de la vida d'Ipi, i creu més probable que haja viscut a la primeria de la XII dinastia.

## Excavacions
L'excavà l'equip del Museu Metropolità d'Art el 1921-1922, dirigit per l'egiptòleg nord-americà Herbert Eustis Winlock. Les excavacions més recents, les ha realitzat des del 2016 el Middle Kingdom Theban Project, dirigit ara per l'egiptòleg espanyol Antonio Morales.

## Descripció
La tomba és al turó nord de la necròpoli de Deir el-Bahari, on són soterrats altres alts càrrecs de Mentuhotep II, amb vista al conjunt de la tomba d'aquest faraó. Consta d'un gran pati, un corredor, una capella de culte i una cambra funerària.
Al pati, d'uns 100 m2, situat davant l'entrada de la tomba d'Ipi, es va descobrir un dipòsit de momificació i la petita tomba de Meseh, on aparegueren els papirs de Hekanajt, escrits per un propietari de terres tebà, amb els quals mantenia correspondència amb la seua família.
S'ha trobat la col·lecció més important de material de momificació del Regne Mitjà d'Egipte en un pou de 1,5 m, cosa que ha facilitat entendre el seu procés amb llargues tires de lli impregnades de resines, olis, natró o sang.
El corredor i la capella no tenien decoració i només la cambra funerària contenia pintures, textos religiosos, els títols i el nom d'Ipi a les parets.
A la cambra funerària hi havia un sarcòfag de calcària, de 3 m, enfonsat sota el terra, per a amagar-lo a la vista. A la base del sarcòfag hi ha textos de les Piràmides i dels sarcòfags.
En una altra sala aparegueren una seixantena de recipients i una taula d'embalsamament, segurament per a la mòmia d'Ipi.

## Ipi
El propietari de la tomba és Ipi, que degué estar en actiu sota els regnats de Mentuhotep II i Amenemhet I. Tenia molts títols, trobats a la tomba, al sarcòfag, i en un taüt, que hui pertany a una col·lecció privada, en què apareix el seu càrrec més important, el de djati.
Dels seus altres títols, destaquen el de tresorer, supervisor de la casa, supervisor de la gran casa, portador del segell reial, supervisor de la ciutat, amic únic, supervisor dels sis grans recintes, jutge confident i escriba de l'arxiu. Com a tresorer i supervisor de la casa, degué ser el successor de Meketra.(7)